# 傍花大橋
傍花大橋（韩语：／ Banghwa Daegyo）是韓國一条横跨汉江的桥梁，位于首都圈。桥梁两端连接首尔江西区和京畿道高陽市，全长2559米，于2000年11月21日通车。